# Svračkovci
Svračkovci (cyr. Сврачковци) – wieś w Serbii, w okręgu morawickim, w gminie Gornji Milanovac. W 2011 roku liczyła 462 mieszkańców.